# Adolf Klingspor
Adolf Heinrich Klingspor (* 12. September 1870 in Gießen; † 16. März 1955 ebenda) war ein hessischer Zigarettenfabrikant und Politiker (DVP) und ehemaliger Abgeordneter des Landtags des Volksstaates Hessen in der Weimarer Republik.

## Familie
Adolf Klingspor war der Sohn des Zigarettenfabrikanten Friedrich Karl Klingspor (1839–1903) und dessen Frau Wilhelmine geborene Wallenfels (1843–1913). Adolf Klingspor heiratete in erster Ehe am 22. August 1896 in Lollar Frieda Rosalie Franziska Emilie geborene Buderus (1876–1910) und am 26. April 1913 in zweiter Ehe Wilhelmine Anna Luise geborene Bieder.
Auf dem Neuen Friedhof von Gießen befindet sich das Familiengrabmal von Klingspor aus weißem Marmor des Düsseldorfer Bildhauers August Bauer. Auffallend die beiden lebensgroßen Figuren, die den trauernden Arbeiter und die trauernde Gattin darstellen.

## Beruf und Politik
Adolf Klingspor war Zigarettenfabrikant in Gießen und wurde zum Kommerzienrat ernannt. Er war Vorsitzender des Verbands Mitteldeutscher Industrieller. 1919 bis 1921 gehörte er dem Landtag an.